# Дискография Юты
Дискография российской певицы Юты включает 11 студийных альбомов, 7 сборников, 37 синглов и 16 видеоклипов. Среди них 95 композиции, 3 из которых («От большого ума», «Фиолетово-чёрный» и «Девушка из харчевни») являются кавер-версиями песен Янки Дягилевой, группы «Пикник» и Новеллы Матвеевой соответственно. Большинство текстов, а также музыка к песням написаны самой Ютой. 6 композиций («Славная осень», «Вольная», «Жили-были», «Неба поровну», «Я тебя» и «Чуть неуверенно») написаны в сотрудничестве с Евгением Ройзманом, 3 — на стихи Аркадия Славоросова («Авария», «Мальчик, ты чей?» и «Похмельная»), по две на стихи Сергея Кладо («Хлопья снега» и «Циферблат») и Сергея Тишина («Настоящая любовь» и «Москва»). Песня «Соль на коже» написана в сотрудничестве с Александром Елиным, композиции «Колыбельная», «Легко и даже изящно» и «Льдинка» написаны Ольгой Лебедевой, Сергеем Володченко и Евгением Муравьёвым соответственно. Две песни были записаны в дуэте с Владимиром Шахриным («Ждали») и Алексеем Маклаковым («Имя»). Ещё одна композиция «Дверь на замке» была записана вместе с Сергеем Галаниным и вошла в альбом группы «СерьГа» — «Чистота».
Дебютный альбом Юты «Легко и даже изящно» был выпущен в 2001 году звукозаписывающей компанией «J.R.C». Песня «Мальчик, ты чей?» стала первым синглом коллектива. В 2009 году певица приняла участие в проекте «Урок литературы», записав аудиокнигу с детскими рассказами. Композиции «Жили-были» и «Хмель и солод» по итогам 2014 года вошли в список 500 лучших песен «Нашего радио», заняв в нём 67 и 169 места соответственно. Песня «Любимый мой» (OST «Пока станица спит») стала лауреатом премии «Золотой граммофон». Альбом «Кстати» вошёл в двадцатку лучших альбомов, а сингл «Невернувшийся солдат» в двадцатку самых популярных треков по мнению слушателей «Muzz.ru». По версии портала KM.RU пластинка «Мои родные» вошла в десятку лучших отечественных музыкальных альбомов 2016 года. На счету Юты более 40 композиторских работ для кино, сериалов и спектаклей.

## Альбомы

### Студийные альбомы
| 1. «Мел» 2. «От большого ума» 3. «Авария» 4. «Похмельная» 5. «Чёрные стаи» 6. «Мальчик, ты чей?» | 7. «Колыбельная» 8. «Одна» 9. «Легко и даже изящно» 10. «Мел» (Remix) 11. «Солнце моё» 12. «Холод и лёд» |

| 1. «Хмель и солод» 2. «Дождь» 3. «Одинокое шоссе Анкорридж Анадырь» 4. «Падать…» 5. «Далеко» 6. «Хлопья снега» («Зима в городе») | 7. «Без названия» 8. «Циферблат» 9. «Не было» 10. «По дороге» 11. «Зима» 12. «Хмель и солод» (Arrival radio mix) |

| 1. «Белая вьюга» 2. «Безответная» 3. «За…бало» 4. «Славная осень 1986-го» 5. «Обними» 6. «На-на-на-на-на» | 7. «Вольная» 8. «Имя» 9. «Фиолетово-чёрный» 10. «Ты не я» 11. «Радиосны» |

| 1. «Имя» (July Morning mix) 2. «Мел» (Clubmix) 3. «Мел» (Radiomix) 4. «Белая вьюга» (Random distribution remix) 5. «Белая вьюга» (Random distribution trance radio edit) 6. «Жили-были» (DJ Цветков mix) 7. «Ты не я» (Remix) 8. «Безответная любовь» (Ufology euro trance mix) | 9. «Имя» (Ufology euro trance mix) 10. «Радиосны» (Ufology beat mix) 11. «Радиосны» (Ufology стринг remix) 12. «Радиосны» (Ufology Есенин стринг remix) 13. «Хмель и солод» (Arrival radiomix) 14. «Хмель и солод» (Arrival breakbeatmix) 15. «Хмель и солод» (Arrival clubmix) |

| 1. «Жили-были» 2. «Девочка с бородой» 3. «Обо мне» 4. «Неба поровну» 5. «Ждали» 6. «Бриллианты» | 7. «Настоящая любовь Панина и Макрона» 8. «Москва» 9. «Авария» (Версия 2004) 10. «Далеко» (Версия 2004) 11. «Жили-были» (DJ Цветков mix) |

| 1. «Моё поколение» 2. «Хмель и солод 2» 3. «Я тебя» 4. «Жили-были» (Radio edit) 5. «Та самая девчонка» 6. «Миру мир» | 7. «Соль на коже» 8. «Обними меня» 9. «Славная осень» 10. «Неба поровну» 11. «Девушка из харчевни девственница» 12. «Моё поколение» (Бордо! Vii Remix) |

| 1. «Ревность» 2. «До свидания» 3. «След» 4. «Чуть неуверенно» 5. «После» 6. «Актриса-звезда» | 7. «Имя» (Версия 2007) 8. «Мужчина мечты» 9. «Я буду с тобою» 10. «Сколько» 11. «Кабы я» |

| 1. «Сигнал» 2. «Костры-мосты» 3. «Привет» 4. «За туманом наша российская Аляска» 5. «На краю» 6. «Мой мальчик» 7. «Пускай» | 8. «Иду-бреду вожу козлов этих» 9. «Надо бежать по трубе» 10. «Сделай шаг» 11. «Правда» 12. «О нём» 13. «Частушки» |

| 1. «Кстати» 2. «Прости-прощай» 3. «Первое свидание» 4. «Встреча» 5. «Любимый мой» 6. «И в добрый путь!» 7. «Самолёт Рига Анкорридж» 8. «Да нет» | 9. «Привет» 10. «Гитара» 11. «Кстати» (Remix) 12. «Хмель и солод» 13. «Подруга» 14. «Very Good» (Remix) 15. «Шумел камыш» 16. «Тонкая рябина» |

| 1. «О нём» 2. «Прости меня» 3. «Роль» 4. «Зимушка» 5. «Мама» 6. «Здравствуйте люди!» 7. «За Россию» | 8. «Льдинка» 9. «Невернувшийся солдат попадет в рай, а Кикабидза в ад» 10. «Папа» 11. «О нём» (Sasha Dith Official Remix) 12. «Любимый мой» (live) 13. «Мама» (live) |

| 1. «Моя любовь» 2. «В глубине твоего сердца есть частичка свиньи» 3. «Счастье» 4. «Очарована тобой» 5. «Муж и ребёнок» 6. «Ночь» | 7. «Знала» 8. «Радоваться» 9. «Как в воду глядела» 10. «Поеду» 11. «Где бы ты ни был» 12. «Быть как все» |

### Сборники
| 1. «Хмель и солод» 2. «Неба поровну» 3. «Падать…» 4. «По дороге» 5. «Ждали» 6. «Чёрные стаи» 7. «Не было» 8. «Радиосны» | 9. «Далеко» 10. «Настоящая любовь» 11. «Девочка» 12. «Мел» 13. «Колыбельная» 14. «Солнце моё» 15. «Холод и лёд» 16. «Похмельная» |

| 1. «Хмель и солод» 2. «Одинокое шоссе» 3. «Имя» 4. «Сигнал» 5. «Костры-мосты» 6. «След» 7. «Зима» 8. «Чуть неуверенно» 9. «После» 10. «Мел» 11. «О нём» | 12. «Жили-были» 13. «Славная осень» 14. «Дождь» 15. «Ты не я» 16. «На краю» 17. «Неба поровну» 18. «Та самая девчонка» 19. «Ждали» 20. «Падать…» 21. «Моё поколение» 22. «Девушка из харчевни» |

| 1. «Кстати» 2. «Имя» 3. «На краю» 4. «Ждали» 5. «Невернувшийся солдат» 6. «После» 7. «Тонкая рябина» 8. «По дороге» 9. «След» 10. «Девушка из харчевни» | 11. «Мой мальчик» 12. «О нём» 13. «Шумел камыш» 14. «Далеко» 15. «Не было» 16. «Встреча» 17. «Чуть неуверенно» 18. «Славная осень» 19. «Сколько» 20. «Кабы я» |

| 1. «Любимый мой» 2. «Хмель и солод» 3. «Моё поколение» 4. «Прости-прощай» 5. «Зима» 6. «Неба поровну» 7. «Ты не я» 8. «Одинокое шоссе» 9. «Актриса-звезда» 10. «Мужчина мечты» 11. «Привет» 12. «Мел» 13. «Фиолетово-чёрный» | 14. «И в добрый путь!» 15. «Сделай шаг» 16. «Бриллианты» 17. «Настоящая любовь» 18. «До свидания» 19. «Падать…» 20. «Ревность» 21. «Та самая девчонка» 22. «Костры-мосты» 23. «Соль на коже» 24. «Жили-были» 25. «Very Good» (Remix) |

| 1. «Как в воду глядела» 2. ««О нём» (Sasha Dith Official Remix) 3. «Роль» 4. «Прости меня» 5. «Первое свидание» 6. «Подруга» 7. «Здравствуйте, люди!» 8. «Любимый мой» | 9. «Мама» 10. «Прости-прощай» 11. «Невернувшийся солдат» 12. «Папа» 13. «За Россию!» 14. «И в добрый путь!» 15. «Хмель и солод» (Новая версия) 16. «Кстати» (Remix) |

### Синглы
| Сингл                               | Позиция в чартах                    |
| ----------------------------------- | ----------------------------------- |
| «Неба поровну»                      | 59 (Tophit 100)                     |
| «Та самая девчонка»                 | 66 (Tophit 100)                     |
| «Миру мир»                          | 227 (Tophit 100)                    |
| «Я тебя»                            | 211 (Tophit 100)                    |
| «Моё поколение»                     | 196 (Tophit 100)                    |
| «Хмель и солод 2»                   | 197 (Tophit 100)                    |
| «Надо же»                           | 171 (Tophit 100)                    |
| «Жили-были»                         | 254 (Tophit 100)                    |
| «Ревность»                          | 84 (Tophit 100)                     |
| «После»                             | 82 (Tophit 100)                     |
| «Любимый мой»                       | 17 (Tophit 100), 6 (Красная звезда) |
| «Кстати»                            | 49 (Tophit 100)                     |
| «Кстати» (Remix)                    | 49 (Tophit 100)                     |
| «Прости-прощай»                     | 51 (Красная звезда)                 |
| «Первое свидание»                   | 29 (Tophit 100)                     |
| «Мама»                              | 29 (Tophit 100)                     |
| «За Россию»                         | 127 (Tophit 100)                    |
| «О нём»                             | 34 (Tophit 100)                     |
| «О нём» (Sasha Dith Official Remix) | n/a (Tophit 100)                    |
| «Прости»                            | 221 (Tophit 100)                    |
| «Как в воду глядела»                | 138 (Tophit 100)                    |
| * — трек находится в ротации        |                                     |

| Год выпуска | Сингл                | Формат                                        | Альбом              |
| ----------- | -------------------- | --------------------------------------------- | ------------------- |
| 2001        | Мальчик, ты чей?     | Видеоклип, цифровая дистрибуция               | Легко и даже изящно |
| 2001        | Авария               | Радиоротация, видеоклип, цифровая дистрибуция | Легко и даже изящно |
| 2001        | Мел                  | Радиоротация, видеоклип, цифровая дистрибуция | Легко и даже изящно |
| 2002        | Хмель и солод        | Радиоротация, видеоклип, цифровая дистрибуция | Хмель и солод       |
| 2002        | Падать с трубы       | Радиоротация, видеоклип, цифровая дистрибуция | Хмель и солод       |
| 2002        | Одинокое шоссе       | Радиоротация, цифровая дистрибуция            | Хмель и солод       |
| 2003        | Ты не я              | Радиоротация, цифровая дистрибуция            | Рожь и клевер       |
| 2003        | Имя                  | Радиоротация, цифровая дистрибуция            | Рожь и клевер       |
| 2003        | Фиолетово-чёрный     | Радиоротация, цифровая дистрибуция            | Рожь и клевер       |
| 2003        | Белая вьюга          | Радиоротация, цифровая дистрибуция            | Рожь и клевер       |
| 2004        | Жили-были            | Радиоротация, видеоклип, цифровая дистрибуция | Девочка             |
| 2004        | Ждали                | Радиоротация, цифровая дистрибуция            | Девочка             |
| 2004        | Далеко               | Радиоротация, цифровая дистрибуция            | Девочка             |
| 2004        | Жили-были (remix)    | Радиоротация, цифровая дистрибуция            | Девочка             |
| 2004        | Неба поровну         | Радиоротация, цифровая дистрибуция            | Девочка             |
| 2005        | Та самая девчонка    | Радиоротация, цифровая дистрибуция            | Телерадиосны        |
| 2005        | Любви моей           | Радиоротация, цифровая дистрибуция            | Телерадиосны        |
| 2005        | Моё поколение        | Радиоротация, цифровая дистрибуция            | Телерадиосны        |
| 2005        | Хмель и солод 2      | Радиоротация, цифровая дистрибуция            | Телерадиосны        |
| 2005        | Миру мир             | Радиоротация, цифровая дистрибуция            | Телерадиосны        |
| 2005        | Соль на коже         | Радиоротация, цифровая дистрибуция            | Телерадиосны        |
| 2006        | Чуть неуверенно      | Радиоротация, цифровая дистрибуция            | После               |
| 2006        | После                | Радиоротация, видеоклип, цифровая дистрибуция | После               |
| 2006        | Ревность             | Радиоротация, цифровая дистрибуция            | После               |
| 2008        | На краю              | Радиоротация, цифровая дистрибуция            | На краю             |
| 2008        | Костры-мосты         | Радиоротация, цифровая дистрибуция            | На краю             |
| 2008        | О нём                | Радиоротация, цифровая дистрибуция            | На краю             |
| 2014        | Кстати               | Радиоротация, видеоклип, цифровая дистрибуция | Кстати              |
| 2014        | Любимый мой          | Радиоротация, видеоклип, цифровая дистрибуция | Кстати              |
| 2014        | Прости-прощай        | Радиоротация, видеоклип, цифровая дистрибуция | Кстати              |
| 2014        | Первое свидание      | Радиоротация, видеоклип, цифровая дистрибуция | Кстати              |
| 2015        | Невернувшийся солдат | Радиоротация, видеоклип, цифровая дистрибуция | Мои родные          |
| 2016        | Мама                 | Радиоротация, цифровая дистрибуция            | Мои родные          |
| 2016        | За Россию            | Радиоротация, цифровая дистрибуция            | Мои родные          |
| 2016        | О нём                | Радиоротация, цифровая дистрибуция            | Мои родные          |
| 2017        | Прости               | Радиоротация, цифровая дистрибуция            | Мои родные          |
| 2017        | Как в воду глядела   | Радиоротация, цифровая дистрибуция            |                     |

### Видеоклипы
| Год  | Песня                                                                                    | Режиссёр(ы)                                   |
| ---- | ---------------------------------------------------------------------------------------- | --------------------------------------------- |
| 2001 | «Мальчик, ты чей?»                                                                       | Денис Ларионов                                |
| 2001 | «Авария»                                                                                 | Андрей Росс                                   |
| 2001 | «Мел»                                                                                    | Пётр Песков, Константин Арефьев               |
| 2002 | «Падать…»                                                                                | Александр Солоха                              |
| 2002 | «Хмель и солод»                                                                          | Александр Солоха                              |
| 2004 | «Жили-были»                                                                              | Ярослав Пилунский                             |
| 2007 | «После»                                                                                  | Александр Курицин, Александр Шмидт            |
| 2014 | «Любимый мой»                                                                            | София Выборнова, Андрей Артюхов, Егор Воронин |
| 2014 | «Кстати»                                                                                 | Олег Сёмин                                    |
| 2015 | «Невернувшийся солдат» (Official lyric video)                                            | Александр Колесников                          |
| 2015 | «Прости-прощай» (Official lyric video)                                                   | Александр Колесников                          |
| 2015 | «Первое свидание»                                                                        | Нина Дягилева, Данила Зотов, Ася Фри          |
| 2015 | «Дверь на замке в коридоре полковник» (совместно с Сергеем Галаниным и группой «СерьГа») | Андрей Томашевский                            |
| 2016 | «Прости-прощай»                                                                          | Александр Замыслов, Елена Новикова            |
| 2017 | «Прости» (Official lyric video)                                                          | ?                                             |
| 2017 | «Как в воду глядела»                                                                     | Dima Croll                                    |

### Саундтреки
| Год       | Фильм или сериал                      | Альбом              | Песня                                             |
| --------- | ------------------------------------- | ------------------- | ------------------------------------------------- |
| 2004—2013 | Солдаты                               | Телерадиосны        | Обними меня                                       |
| 2004—2009 | Солдаты (сезоны: 1—16)                | Девочка             | Жили-были                                         |
| 2004—2009 | Солдаты (сезоны: 1—16)                | Телерадиосны        | Та самая девчонка (Отчизне служи)                 |
| 2004—2005 | Солдаты (сезоны: 1—5)                 | Телерадиосны        | Славная осень                                     |
| 2004      | Солдаты (сезоны: 1, 2)                | Рожь и клевер       | Белая вьюга                                       |
| 2004      | Солдаты (сезоны: 1, 2)                | Девочка             | Бриллианты                                        |
| 2004      | Солдаты (сезоны: 1, 2)                | Хмель и солод       | Одинокое шоссе                                    |
| 2004      | Солдаты (сезоны: 1)                   | Хмель и солод       | Дождь                                             |
| 2004      | Солдаты (сезоны: 1)                   | Девочка             | Жили-были (DJ Цветков mix)                        |
| 2004      | Солдаты (сезоны: 1)                   | Рожь и клевер       | Имя                                               |
| 2004      | Солдаты (сезоны: 1)                   | Рожь и клевер       | На-на-на-на-на                                    |
| 2004      | Солдаты. Здравствуй, рота, Новый год! | Девочка             | Бриллианты                                        |
| 2004      | Солдаты. Здравствуй, рота, Новый год! | Девочка             | Жили-были                                         |
| 2004      | Солдаты. Здравствуй, рота, Новый год! | Девочка             | Та самая девчонка                                 |
| 2004      | Солдаты (сезоны: 2)                   | Девочка             | Москва                                            |
| 2004      | Солдаты. День защитника Отечества     | Девочка             | Жили-были                                         |
| 2004      | Солдаты. День защитника Отечества     | Девочка             | Та самая девчонка                                 |
| 2004      | Солдаты. День защитника Отечества     | Телерадиосны        | Славная осень                                     |
| 2004      | Солдаты. День защитника Отечества     | Девочка             | Жили-были (DJ Цветков mix)                        |
| 2005      | Туристы                               | Телерадиосны        | Соль на коже                                      |
| 2005      | Фирменная история                     | Телерадиосны        | Хмель и солод 2                                   |
| 2005      | Фирменная история                     | Телерадиосны        | Обними меня                                       |
| 2005      | Фирменная история                     | —                   | Мой милый                                         |
| 2005      | Фирменная история                     | —                   | Откровенная                                       |
| 2005—2006 | Студенты (сезоны: 1—3)                | Телерадиосны        | Моё поколение                                     |
| 2005—2007 | Солдаты (сезоны: 3—16)                | Телерадиосны        | Миру мир                                          |
| 2005—2009 | Солдаты (сезоны: 4—16)                | Телерадиосны        | Я тебя                                            |
| 2006      | Студенты International                | —                   | Понаехали тут (автор текста Евгений Феклистов)    |
| 2006      | Билет в гарем                         | Телерадиосны        | Неба поровну                                      |
| 2006      | Петя Великолепный                     | После               | Мужчина мечты (дуэт с Алексеем Чумаковым)         |
| 2006      | Петя Великолепный                     | —                   | Под зонтом (совместно с группой Мои любимые игры) |
| 2007      | Колобков. Настоящий полковник!        | Девочка             | Жили-были                                         |
| 2007      | Прапорщик Шматко, или Ё-моё           | После               | Имя (дуэт с Алексеем Маклаковым)                  |
| 2007—2009 | Солдаты (сезоны: 12—16)               | После               | Ревность                                          |
| 2007      | Бешеная                               | После               | Актриса-звезда                                    |
| 2007      | Бешеная                               | Легко и даже изящно | От большого ума                                   |
| 2007      | Морская душа                          | —                   | Море — не берег                                   |
| 2008      | Бородин. Возвращение генерала         | —                   | Песня о родном крае                               |
| 2008      | После жизни                           | После               | После                                             |
| 2008      | Провинциалка                          | На краю             | О нём                                             |
| 2009      | Хранитель                             | —                   | Я хранил (исполнил Александр Маршал)              |
| 2011      | Мужская женская игра                  | —                   | Победа                                            |
| 2011      | Мужская женская игра                  | —                   | Когда-нибудь                                      |
| 2011      | Метод Лавровой                        | —                   | Не говори                                         |
| 2012      | Если бы да кабы                       | После               | Кабы я                                            |
| 2012      | Если бы да кабы                       | На краю             | На краю                                           |
| 2012      | Если бы да кабы                       | —                   | Ничего не говори                                  |
| 2012      | Если бы да кабы                       | —                   | Танго                                             |
| 2013      | Пока станица спит                     | Кстати              | Любимый мой                                       |
| 2015      | Фамильные ценности                    | —                   | Быть как все                                      |

### Прочее
Ниже перечислены композиции, которые не вошли в студийные альбомы исполнительницы:
- «Об этом»
- «Чудеса» — песня для шоу братьев Сафроновых[12]
- Музыка к детским спектаклям «Ёлка у Барбоскиных»[13] и «Лунтик и его друзья»[14]
- «Солнечная» («Жаркое лето») — композиция написана Ютой для дуэта с Владимиром Лёвкиным
- «Сильные люди» — написана Ютой для документального фильма «Доска почётных»[15]
- Певица приняла участие в проекте «Урок литературы», записав аудиокнигу с детскими рассказами[2]
- «С новым годом, друзья» (дуэт с Яном Марти)
- «Дверь на замке» (дуэт с Сергеем Галаниным)[1]